# Haplohymenium microphyllum
Haplohymenium microphyllum là một loài Rêu trong họ Thuidiaceae. Loài này được Schwägr. mô tả khoa học đầu tiên năm 1829.